# Boeddha-natuur
Boeddha-natuur (Chinees: fóxìng 佛性, Sanskriet/Pāli: buddhatā, Japans: busshō) is een in China ontstaan begrip dat een positieve betekenis geeft aan het begrip sunyata. Volgens deze benaderingen hebben alle levende wezens een Boeddha-natuur, en bestaat zodoende voor hen allen de mogelijkheid om de verlichting te bereiken en een Boeddha te worden.
De Boeddha-natuur is volgens deze zienswijze dus immer aanwezig, doch niet altijd merkbaar. 

## Oorsprong

### India
Het idee van de boeddha-natuur komt niet van Gautama Boeddha maar is ontwikkeld in de zogeheten tathagata-garba soetra's. De belangrijkste hiervan is de Śrīmālādevīsiṃhanāda-soetra (de Leeuwenbrul van koningin Srimala). De bekendste soetra met tathagata-garba-invloeden is de Lankavatara-soetra. Deze soetra's veronderstellen het bestaan van een essentie achter de wereld der verschijnselen.
De zogeheten tathagatagarba, de embryonale aanwezigheid van de mogelijkheid tot ontwaken, is de mogelijkheid dat ontwaken in ieder voelend wezen aanwezig is. Het bouwt voort op uitspraken van de Boeddha dat het bewustzijn, of de geest, van zichzelf puur en zuiver is, en vervuild of verduisterd wordt door verlangens en begeerte:
"Luminous, monks, is the mind. And it is defiled by incoming defilements".
 Hieruit ontwikkelde zich het idee van een basaal bewustzijn, mula-vijnana. Vervolgens ontstond hieruit het idee dat Boeddha's inzicht in de werking van de geest een puur bewustzijn is, dat alle levende wezens doordringt. Dit pure bewustzijn vormt de kiem (tathagatagarba) waaruit het boeddhaschap groeit. Het is het inzicht in deze essentie van de geest die bij het ontwaken tevoorschijn komt.

### China
Bij de introductie van het boeddhisme in China, en de eerste eeuw CE, werd het boeddhisme begrepen door het te vergelijken met Chinese begrippen en denkwijzen. Onsterfelijkheid en leegte, centrale begrippen in het taoïsme, dienden als referentiekader voor het begrijpen van reïncarnatie en sunyata.
In het Chinese denken van die tijd was reïncarnatie alleen maar mogelijk als er een ziel of essentie was die reïncarneerde. Het vroege Chinese boeddhisme veronderstelde daarom dat dit ook de leer van de boeddha was. Pas in de zesde eeuw werd duidelijk dat anatman en sunyata centrale boeddhistische leerstellingen zijn, die geen ruimte laten voor een eeuwig zelf.
Een ander punt van verwarring was de leer van de twee waarheden, de relatieve waarheid en de absolute waarheid. In het Chinese denken werden die gezien als twee ontologische waarheden: de werkelijkheid bestaat uit twee niveaus, een relatief niveau en een absoluut niveau. Maar in de Madhyamaka zijn dit twee epistemologische waarheden: twee verschillende manieren om naar de werkelijkheid te kijken. Op basis van de Nirvana Soetra veronderstelden de Chinezen dat de leerstelling van de Boeddha-natuur de uiteindelijke boeddhistische leer was, en dat er een essentiële waarheid was die boven sunyata en de twee waarheden uitging.
Halverwege de zesde eeuw CE ontstond de Awakening of Faith in Mahayana, waarin een synthese werd gegeven van het Chinese boeddhistische denken. In de Awakening of faith-soetra heeft de "ene geest" twee aspecten, namelijk tathata, zoheid, de dingen zoals ze zijn, en samsara, de kringloop van geboorte en dood.
Deze soetra sloot aan bij een essay van keizer Wu van de Liang dynastie (regerend 502-549), waarin hij een puur centrum postuleerde, de verlichte geest, die gevangen zit in duisternis, zijnde onwetendheid. Door deze onwetendheid is de pure geest gevangen in samsara. Dit sluit aan bij de tathagatagarba en het idee van een inherent zuivere geest die verontreinigd wordt.
In een commentaar op het essay van de keizer stelde Shen Yu dat inzicht in deze ware aard verkregen wordt door het stoppen van de gedachten - een standpunt dat ook wordt verwoord in de Platform Soetra van Hui-Neng.
Het samenvoegen van deze verschillende ideeën ondersteunde het idee van het Lotus ekayana, het ene voertuig. Absolute eenheid, alles-doordringende Boeddha-wijsheid, oorspronkelijke verlichting worden hierin een holistisch geheel. Deze eenheid stond tegelijkertijd symbool voor de eenheid die was bereikt in China door het verenigde Keizerrijk van de Song-dynastie.

## Japan
Uit dit overzicht blijkt hoe belangrijk het idee van de Boeddha-natuur was in het Chinese denken, en hoeveel verschillende elementen daarin samenkwamen. De aard van de boeddha-natuur is een punt van discussie binnen de verschillende Boeddhistische stromingen. Zo wordt de Boeddha-natuur in het zenboeddhisme gezien als metafoor. Datgene wat bereikt kan worden middels meditatie is moeilijk uit te leggen en te omschrijven en wordt daarom "Boeddha-natuur" genoemd. Maar het idee van Boeddha-natuur dient eveneens losgelaten te worden om volledige verlichting te bereiken. Uiteindelijk is ook Boeddha-natuur een geloof in een individueel karakter Horror vacui. 
Het kan gemakkelijk verworden tot een idealistische of transcendentale metafysica. In de Lankavatara-sutra staan de verschillende inzichten van boeddha-natuur als potentie of essentie versus leegte centraal.
De befaamde mu-koan verwijst naar dit discussiepunt: 
Een monnik vroeg: "Heeft een hond ook boeddha-natuur?" Joshu antwoordde: "Mu!"
De vraag bij de mu-koan is: wat betekent dit 'mu'? Letterlijk betekent het 'nee' of 'niets'. Door "mu!" te antwoorden lijkt Joshu (Chinees Zhàozhōu Cōngshěn, 778–897) het geloof in een essentiële natuur te ontkrachten, en laat zien dat onze ware natuur ongrijpbaar en leeg is. Het zet de leerling aan tot het zelf nadenken over deze centrale leerstelling, en het onderzoeken van de betekenis hiervan.